# Депп против Херд
Джон Кристофер Депп II против Эмбер Лоры Херд (CL-2019-2911) — судебный процесс по делу о диффамации в округе Фэрфакс, штат Виргиния, который начался 11 апреля 2022 года. Истец Джонни Депп требовал возмещения ущерба в размере $50 миллионов от ответчицы Эмбер Херд, которая предъявила встречный иск на $100 миллионов. Стороны — киноактёры, которые начали отношения в 2012 году и были женаты с 2015 по 2017 год. Ранее, после обвинений Херд в насилии со стороны интимного партнёра, Депп подал в суд на свою бывшую жену в феврале 2019 года из-за написанной ею статьи, которая была опубликована The Washington Post в декабре 2018 года. Депп, проигравший в 2020 году иск о клевете против News Group Newspapers, обвинил статью Херд в значительных финансовых потерях для своей карьеры и заявил, что это повредило его способности извлекать выгоду из своего призвания. В статье Херд описала, как стала «публичной фигурой, подвергающейся домашнему насилию» и «видела, как учреждения защищают мужчин, обвиняемых в жестоком обращении».
1 июня 2022 года жюри присяжных вынесло решение в пользу Деппа ().

## Предыстория

### Отношения Деппа и Херд
Актёры Джонни Депп и Эмбер Херд начали отношения в 2012 и поженились в Лос-Анджелесе в феврале 2015. Херд подала на развод 23 мая 2016 года и получила временный запретительный приказ (temporary restraining order) против Деппа. Депп в ответ на это сказал, что «заявляет она о домашнем насилии, дабы заполучить себе преждевременную финансовую компенсацию». Херд во время дачи свидетельских показаний по бракоразводному процессу сказала, что якобы Депп её «словесно и физически насиловал» на протяжении всех их отношений, причём в основном в нетрезвом виде или в состоянии наркотического опьянения. Развод получил большую огласку, а изображения нанесённых якобы ей телесных повреждений были опубликованы СМИ.
Мировое соглашение достигнуто в августе 2016, а развод завершён в январе 2017. Херд отозвала тот временный запретительный приказ, и вместе с Деппом совместно заявили, что «их отношения были крайне страстны и порою бурны, но всегда были связаны любовью. Никто из них не делал ложных заявлений ради финансовой выгоды. И то, что у них ни разу не было намерений навредить друг другу физически или эмоционально».
Депп заплатил Херд 7 млн долларов в порядке урегулирования, которые она обещала пожертвовать в Американский союз защиты гражданских свобод и детскую больницу Лос-Анджелеса. Мировое соглашение также включило в себя соглашение о неразглашении (NDA), запрещающий обоим публично обсуждать свои отношения.

### Депп против News Group Newspapers Ltd
В апреле 2018 британский таблоид «Сан» опубликовал статью «Сошла с ума: Как Роулинг может быть „искренне рада“, что муж-тиран Джонни Депп снимается в ею написанном новом фильме „Фантастические твари: Преступления Грин-де-Вальда“?». В ответ Депп подал в суд на издателя этого таблоида — News Group Newspapers (подразделение News UK, которое подразделение News Corp), а затем в июне 2018 на исполнительного редактора  Дэна Вуттона за клевету. В июле 2020 Депп с Херд в Высоком суде дали показания на судебном процессе, посвящённом оценке 14 предполагаемых случаев жестокого обращения. В ноябре 2020 судья Эндрю Никол без участия присяжных постановил, что Депп проиграл своё дело, ибо обвинения по гражданскому (а не уголовному) доказательственному стандарту Британии против него были доказаны и «существенно достоверны». В вердикте указано, что есть «убедительные доказательства», что Депп несколько раз нападал на Херд и заставлял её опасаться за свою жизнь.
После вердикта Депп отказался от роли в последующих фильмах из серии «Фантастические твари» по просьбе Warner Bros. — дистрибьютора фильма. В марте 2021 Апелляционный суд Англии и Уэльса отклонил ходатайство Деппа об обжаловании приговора, постановив, что он прошёл «полный и справедливый» суд, и что «судья сделал выводы, изучив доказательства очень подробно по каждому инциденту […] при таком подходе у судьи особо не было необходимости и возможности подвергать сомнению своё доверие к Херд.». По данным The New York Times использование материалов из британского дела было небольшим, но подробности этого не обнародованны.

### Статья Херд вWashington Post
В декабре 2018 The Washington Post опубликовала написанную Херд op-ed «Амбер Херд: Я высказалась против сексуального насилия, за что на меня наша культура прогневалась. Такое пора менять». В статье Херд заявила: «Два года назад я стала общественной деятельницей, и прочувствовала всю силу гнева нашей культуры на немолчащих женщин. […] Я смогла воспользоваться редкой возможностью понаблюдать в реальном времени как правозащитные институты защищают мужчин, обвиняемых в насилии». Далее она заявила, что из-за этого она потеряла роль в фильме, а также её убрали из рекламной кампании для мирового модного бренда. Эта статья, которая называет её же автора (Херд) послом по правам женщин в Американском союзе защиты гражданских свобод, призывает конгресс США снова возобновить действие Закон о насилии в отношении женщин (Violence Against Women Act), которое было приостановлено на время приостановки работы правительства США через 3 дня после выхода статьи. В статье также выражается обеспокоенность о предложенных Бетси Девос изменений в Раздел IX, которые, согласно Херд, «ослабляют защиту жертв сексуального насилия».

## Суд

### Вердикт
1 июня 2022 года жюри присяжных признало Эмбер Херд виновной в клевете. Суд присяжных присудил Деппу компенсацию в размере 15 миллионов долларов. Встречный иск Херд был удовлетворён частично в размере 2 млн долларов.

## Реакция
Судебный процесс привлёк большое внимание со стороны сторонников Деппа и Херд, а также населения в целом. Судебный процесс транслировался в прямом эфире, при этом некоторые репортёры сравнивают раздел комментариев со стримом Twitch или VMA, а не с новостным каналом. Пользователи в чате трансляции высказывали своё мнение о деле или выступали против других. Фрагменты судебного процесса были использованы для создания мемов, а также подборок или видеороликов с реакциями, причём несколько таких видеороликов стали вирусными, в особенности, с перекрёстного допроса Херд одним из адвокатов Деппа, Камиль Васкес. Журналистка Амелия Тейт из The Guardian назвала это дело «судебным процессом TikTok» и заявила, что в социальных сетях это дело стало «источником комедии». Это также отметили другие журналисты. Несколько СМИ отметили, что те, кто публикует информацию о судебном процессе в социальных сетях, похоже, в основном поддерживают Деппа. По словам Санни Хундал из The Independent, на большинстве этих изображений и видео Депп изображён «улыбающимся, счастливым или заставляющим других людей смеяться», в то время как «Херд всегда изображается сердитой или плачущей». Одна видеозапись неоднократных возражений адвоката Херд против показаний Деппа собрала 30 миллионов просмотров в TikTok и 15 миллионов просмотров на YouTube по состоянию на 29 апреля 2022. В других вирусных роликах в TikTok пользователи разыгрывают показания Херд или делают «возбуждённое выражение лица» по поводу её показаний о сексуальном насилии. Несколько недоказанных заявлений о Херд также были распространены через социальные сети, включая утверждения о том, что Херд «играла» во время своих показаний, выдавая цитаты из фильмов за свои собственные мысли, что она употребляла кокаин на даче показаний или что она копировала выбор одежды Деппа.
BuzzFeed News сообщили, что в период с 25 по 29 апреля 2022 года было загружено 1667 сообщений на Facebook с использованием хэштега #JusticeForJohnnyDepp, с общим количеством взаимодействий более 7 миллионов, то есть лайков и репостов между ними. Между тем, у Херд было всего 16 сообщений в поддержку с 10 415 взаимодействиями. Кроме того, Tik Tok видео с тегом #JusticeForAmberHeard набрали более 71.9 миллиона совокупных просмотров, в то время как видео с тегом #JusticeForJohnnyDepp набрали более 19 миллиардов совокупных просмотров по состоянию на 1 июня.
Компании также приняли участие в обсуждениях судебного процесса в социальных сетях. Во время вступительных заявлений один из адвокатов Херд подняла компактную палитру консилера для макияжа, заявив: «Это то, что Эмбер носила в своей сумочке на протяжении всех отношений с Джонни Деппом. Вот что она использовала. Она стала очень искусной в этом», держа в руках палитру корректирующего набора Milani Cosmetics Conceal + Perfect All-in-One, хотя формулировка может быть истолкована как относящаяся к общему примеру. После этого Milani Cosmetics опубликовали видео в TikTok, в котором говорится, что Херд не могла использовать данный продукт, чтобы покрыть предполагаемые синяки во время отношений, потому что тогда он ещё не был выпущен. Продавцы интернет-магазинов, таких как Redbubble и Etsy, также начали продавать товары, связанные с судом, например, футболки и кружки с надписью «Справедливость для Джонни».

## В массовой культуре
О судебном процессе между Деппом и Херд снят фильм «Hot Take: The Depp/Heard Trial». Его премьера состоялась 30 сентября 2022 года на онлайн-сервисе Tubi (Fox). Сценарист фильма — Гай Николуччи, режиссёр — Сара Ломан, в главных ролях — Марк Гапка и Меган Дэвис.
Кроме того, в мае 2022 года телеканал Discovery+ начал работу с Optomen TV для создания двухсерийного документального фильма, в котором будет показан судебный процесс, включая интервью с обеими командами юристов.

### Комментарии
1. ↑  Виктория Ньютон была главным редактором «Сан», в то время как Дэн Вуттон был исполнительным.